# Lien Bergé-Farwick
Lien Bergé-Farwick ('s-Hertogenbosch, 1902 – 1980) was een Nederlands couturier.

## Jeugd
De ouders van Lien Bergé-Farwick, Clemens en Eugenie Farwick, hadden een modehuis met een couture-afdeling aan de Schapenmarkt 25 in ’s-Hertogenbosch.
Haar van origine Duitse vader reisde regelmatig naar Berlijn en Parijs om inkopen te doen. Lien ging vanaf haar 14e jaar, nadat zij haar opleiding aan de RK St. Ignatius ULO had afgemaakt, af en toe mee. Vanaf toen maakte zij voor speciale klanten kleding op maat. Doordat de cliënten hun kredieten lieten oplopen, ging haar vaders zaak failliet. Niet lang daarna overleed hij.

## Maison Linette
Lien trouwde met de sigarettenvertegenwoordiger Guus Bergé.
Door het faillissement leek een eigen modezaak niet haalbaar maar door een forse lening in 1930 van dankbare klanten kon zij het huis ‘De Rode Sluier’ aan de Torenstraat 1 huren. Hier begon zij Maison Linette.
Erg zakelijk was Lien Bergé niet; zij stelde de wensen van haar klanten voorop. Vlak na de bevrijding wist zij aan prachtige stoffen te komen, waardoor vrijwel alle Bossche notabelen klant bij haar werden en zonder enig bezwaar hoge bedragen neerlegden.
Via een hofdame die tot haar clientèle behoorde, werd de aandacht van koningin Juliana gewekt en al spoedig werd Lien Bergé op Paleis Soestdijk ontboden. Sindsdien was zij de particuliere kleermaakster van de koningin en maakte voor haar en haar dochters de complete garderobes. Toen de koningin haar aanbood om het predicaat Hofleverancier te voeren, weigerde zij dat echter.

## Koninklijke huwelijken

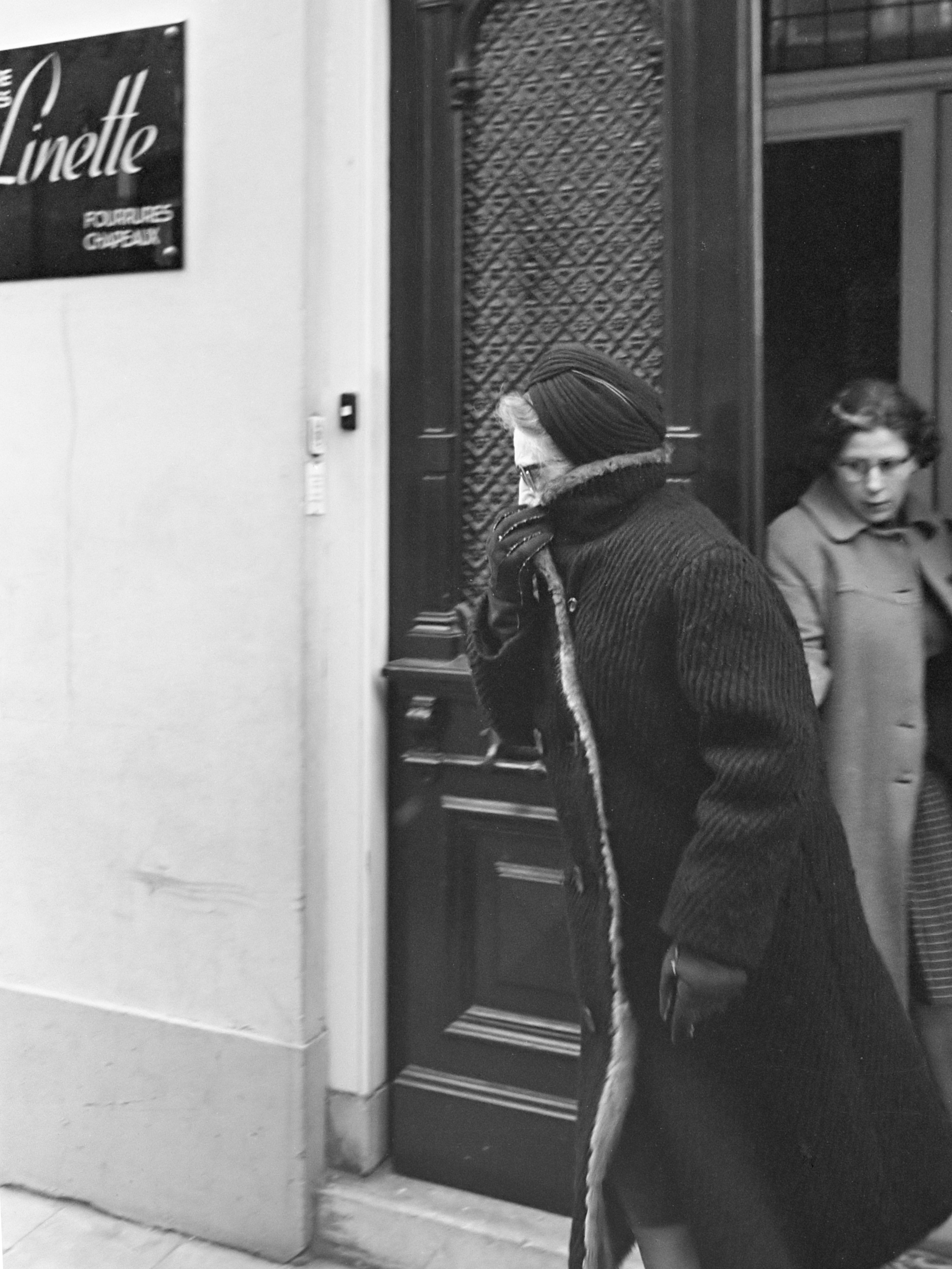
1966, geheimzinnigheid rondom modehuis Linette te Den Bosch, mevrouw Bergé-Farwick met zonnebril en kraag op verlaat het atelier

Zowel voor prinses Beatrix in 1966 als voor prinses Margriet een jaar later, heeft zij de bruidsjapon ontworpen en in haar atelier gemaakt.
Op prinses Beatrix’ japon, een klassiek tweedelig ensemble, waren fluweelachtige motieven aangebracht, geïnspireerd op de Württemberg-tiara met diamanten en parels. Doordat de motieven zijn gemaakt met draadjes die uit het satijn zijn getrokken, werd het effect van fluweel bereikt. De japon in modieuze prinsessenlijn had een aansluitend lijfje en een gerende rok. Deze waaierde uit in een 5 meter lange en 2,20 meter brede sleep van tule, die vanaf het middel viel.

De korte sluier werd vastgehouden door de Württemberg-tiara, een van de mooiste uit het koninklijk bezit, die ook werd gedragen door koningin Wilhelmina op haar huwelijk in 1901. Hij is, evenals de broche, afkomstig van koningin Sophie, de eerste vrouw van koning Willem III, die hem als geschenk van haar vader kreeg. Later werd hij door juwelier Schürmann aangepast voor koningin Wilhelmina, die hem droeg voor haar eerste foto's als koningin. Prinses Beatrix draagt deze diadeem nog geregeld, maar dan zonder parels.

Maison Linette had ook de japonnen van koningin Juliana en de bruidsmeisjes gemaakt, de laatste in lichtblauwe, groene en roze zijde.
Het bruidstoilet van Margriet was van witte cloqué-zijde, gemaakt door het Huis Bianchini in Parijs, en was versierd met honderden geborduurde kleine, zijden margrieten. Het bovenstuk van het lijfje was, evenals de rand van de lange mouwen, bezaaid met "parelgruis". In de 5 meter lange sleep die van de schouders viel, volgen de geborduurde margrieten het motief van het weefsel. Het borduursel was afkomstig uit de ateliers van het Parijse huis Hurel.

## Trivia
Toen de medewerkers van Maison Linette de uitzending van het huwelijk van prinses Beatrix en prins Claus op televisie bekeken, zagen zij tot hun schrik dat koningin Juliana haar hoed achterstevoren had opgezet.